# Omari Jones
Omari Jones (født 2002) er en amerikansk bokser.
Han repræsenterede USA ved sommer-OL i Paris i 2024 , hvor han vandt bronze i weltervægtsdivisionen..